# Bruno Valentin
Pour les articles homonymes, voir Valentin.
Bruno Valentin, né le 22 janvier 1972 à Nancy, est un prélat catholique français. Il est évêque de diocèse de Carcassonne et Narbonne.

## Biographie
Bruno Valentin est titulaire d'une licence de sciences-économie à l'université Paris-Dauphine. C'est principalement au cours des Journées mondiales de la jeunesse qu'il sent sa vocation à la prêtrise grandir.
En 1995, il entre au séminaire de Versailles, puis poursuit ses études au Séminaire pontifical français de Rome. Il obtient par la suite un diplôme en théologie avec une spécialité en ecclésiologie en 2001.
Il est ordonné prêtre pour le diocèse de Versailles le 29 juin 2000.
Il est successivement vicaire à Trappes, puis curé de Chatou et de Montigny-Voisins à partir de 2012.
Le 14 décembre 2018, il est nommé évêque auxiliaire de Versailles ; son ordination épiscopale a lieu le 20 janvier 2019 en la cathédrale Saint-Louis de Versailles.
Il publie en mars 2020 « Rebâtir ou laisser tomber ? L’Église au cœur », un ouvrage dans lequel il parle de l’Église qui menace ruine « Pendant que Notre-Dame brûlait, l’institution tout entière de l’Église menaçait ruine », il évoque aussi le célibat sacerdotal dont l'abandon  ne serait pas une solution miracle, il combat le cléricalisme en appelant à « charité et mission »
À la suite de la démission de Mgr Éric Aumonier le 17 décembre 2020, il est élu le lendemain administrateur diocésain par le collège des consulteurs du diocèse jusqu'à la nomination du nouvel évêque en février 2021, Luc Crepy.
Le 15 juillet 2022, il est nommé évêque coadjuteur de Carcassonne et Narbonne, auprès d'Alain Planet. Il est accueilli dans son nouveau diocèse le dimanche 9 octobre à l'occasion du rassemblement diocésain et d'une messe à l'Arena de Narbonne.
Le 1er mars 2023, Alain Planet annonce sa volonté de renoncer à son poste. Valentin lui succède en avril 2023. Il est installé le mardi saint, 4 avril à 18h30 à la cathédrale Saint-Michel de Carcassonne. 
En mars 2024, il fait face à une importante polémique à la suite des déclarations de l'abbé Luc Caraguel qui met en cause sa gouvernance,. Le même mois il est élu responsable de la communication de l’Église de France au cours de l’Assemblée plénière des évêques de France à Lourdes.  
Pendant les élections législatives de 2024, il est l'un des rares évêques à communiquer sur ce sujet avec ses fidèles. 
Il est le petit-fils de François Valentin (1909-1961), parlementaire de Meurthe-et-Moselle.[réf. nécessaire]

## Blasonnement
D’azur chapé ployé chargé d’une couronne d’épine d’or, et d’argent à deux plantes de nard fleuries et feuillées du premier posées en pal et issant des flancs du chapé.
La devise épiscopale est empruntée à la prédication de saint Pierre, disant à propos du Christ au centurion Corneille : « Il est passé en faisant le bien » (Ac 10,38).
Deux éléments symboliques figurent sur l’écu de Bruno Valentin :
- la couronne d’épines, signe de la Passion du Christ et évocation de saint Louis, patron du diocèse de Versailles, qui en rapporta la relique aujourd’hui conservée à Notre-Dame de Paris ;
- la fleur de nard, symbole de la protection et de la bienveillance de saint Joseph, patron de l’Église universelle, en référence à une tradition selon laquelle Joseph portait à la main une branche de nard lorsqu’il vint demander Marie comme épouse. Le parfum qu’on tire de l’épi du nard est évoqué, comme signe d’amour, dans le Cantique des Cantiques (Ct 1,12 ; Ct 4,13-14) et dans l’Évangile, chez Marc (Mc 14,3) et Jean (Jn 12,3).

## Ouvrage
- Bruno Valentin, Rebâtir ou laisser tomber : L'Église au cœur, Editions Emmanuel, 2020, 160 p. (ISBN 978-2353898015)